# It's Probably Me
It's Probably Me is een nummer van de Britse zanger Sting en de Britse gitarist en zanger Eric Clapton uit 1992. Het nummer is de soundtrack van de film Lethal Weapon 3. Op het nummer neemt Sting de zang voor zijn rekening, en speelt Clapton gitaar.
Het nummer werd in Europa en Oceanië een bescheiden hitje. Het haalde de 30e positie in het Verenigd Koninkrijk. In de Nederlandse Top 40 had het meer succes met een 6e positie, en in de Vlaamse Radio 2 Top 30 was het goed voor een 12e positie.